# Pannonlízing
A Pannonlízing Rt (1987 április 1. - 2001. június 30.) a magyar lízingpiac egyik legrégibb résztvevője, a Lízingszövetség tagja volt.

## Története
A Pannonlízing Rt. a Magyar Hitel Bank Rt. által 1987-ben alapított vállalkozás volt, amely 1996. végétől az ABN AMRO Bankcsoport tagjaként folytatta tevékenységét. Az anyabank privatizációja révén bekövetkezett tulajdonosváltás új üzleti perspektívákat nyitott meg a Társaság számára: saját üzleti kapcsolatrendszere mellett egyre nagyobb mértékben tudott támaszkodni az ABN AMRO Bank ügyfélkörére és az általa nyújtott stabil finanszírozási háttérre, valamint nemzetközi nagybanki tapasztalatokkal kiegészülő erős szakmai támogatására.
A vállalt székhelye ebben az időben Budapesten, az Október 6-a utca 4. szám alatti bérházban volt.
Az alapítás óta eltelt időszakban komoly átalakuláson ment keresztül, sorra hozta létre leányvállalatait, amelyek támogatták, kiegészítették tevékenységét. Az ilyen módon létrejött Pannonlízing Csoport külön vállalkozások keretében a finanszírozási szolgáltatások teljes palettáját kínálta ügyfelei számára.
A Társaság gépjárművek, elsősorban személyautók és kishaszon-gépjárművek finanszírozására szakosodott; emellett teherautók és kamionok finanszírozására, illetve egyéb eszközök (pl. pótkocsik, gépek, berendezések) lízingjére is vállalkoztak. Szolgáltatásaikat főként magánszemélyeknek, illetve hazai kis- és középvállalkozásoknak kínálták, de ügyfeleik között a gazdasági szféra minden egyéb szegmensének szereplői is megtalálhatók voltak.
A Csoport a Pannonlízing Autó és Ingatlan Rt. keretében pénzügyi lízing, a Pannonlízing Rental Kft-ben operatív lízing, míg a Pannonlízing Rt. révén hitelezési tevékenységet folytatott. Ügyfelei valamennyi termékük esetében egyformán élvezhették a forint- és deviza-alapú konstrukciók közötti választás lehetőségét. Tapasztalt szakembereik figyelemmel kísérték a lízingpiacot és a folyamatosan változó szabályozókat, így rugalmasan tudtak reagálni a változásokra. Élen jártak új konstrukciók kidolgozásában és bevezetésében. Versenyképes konstrukciókból felépülő termékpalettájukat az ügyfelek igényeinek megfelelően folyamatosan bővítették.
Nagy hangsúlyt fektettek a nagyszámú gépjármű-kereskedőkkel fennálló kapcsolataik ápolására és még szorosabbra fűzésére. 1999-ben a Pannonlízing a tevékenységében hagyományosan meghatározó szerepet játszó gépjármű-márkák mellett egyéb márkák finanszírozásában is jelentős előrelépést tudott felmutatni az értékesítési piacon. Az együttműködésnek sokhelyütt meghatározó eleme volt a kereskedőkkel közösen folytatott értékesítési akciók sikeres lebonyolítása.
Vezetőinek és üzletkötőinek a hosszú évek során felhalmozott tapasztalata, valamint a nagy kapacitású adatfeldolgozási háttér együttesen biztosították a nagy- és egyre növekvő számú, ugyanakkor sok esetben egyedi igényeket kielégítő szerződés szakszerű és gyors megkötését és színvonalas feldolgozását. Versenyképes konstrukcióiknak, piaci ismertségüknek, precíz ügyintézésüknek és jogilag szigorúan szabályozott, biztonságos működésüknek köszönhetően kiterjedt és folyamatosan bővülő ügyfélkört sikerült kiépíteniük.
A fennállása óta folyamatosan nyereséges Társaság 1999-ben is a korábbi évekhez hasonló dinamikával fejlődött. Míg 1998-ban mintegy 8.000 új szerződés keretében 11,9 milliárd forinttal finanszírozták ügyfeleinket, addig 1999-ben már közel 10.000 szerződést kötöttek 15,4 milliárd forint értékben.
A Pannonlízing az év elején elkészített Üzleti Tervében célul kitűzött nagyarányú forgalom-növelési elképzelését maradéktalanul megvalósította; legfontosabb üzletágában, a magyarországi új gépjármű-értékesítések területén tovább növelte piaci részarányát. A cégcsoport mérlegfőösszege 1999-ben meghaladta a 26,8 milliárd forintot.
2001-ben a holland ABN-AMRO Bank (40%) és a belga KBC N.V. Bank (60%) magyarországi érdekeltségei összeolvadásával a Pannonlízing Csoport a K&H Lízingcsoport része lett, így a vállalat tulajdonosa Magyarország első számú vállalati és második legnagyobb lakossági bankjává vált. A K&H Lízingcsoport 2001. június 30-án a Bank tulajdonában lévő három lízingtársaságból jött létre. A K&H Lízingcsoport integrálta a Pannonlízing 14 éves tapasztalatát, szakértelmét, az ABN AMRO Eszközfinanszírozó hagyományosan jó piaci kapcsolatait, és a K&H Lízing induló csapatát.
A K&H Lízingcsoport 2001 decemberében a K&H Bank Pozsonyi úti irodaházába költözött.
Többszöri névváltoztatás után 2011.11.30-án végleg törlik a cégtárból a K & H Pannonlízing Pénzügyi Szolgáltató Holding Zártkörűen Működő Részvénytársaság nevet.

2009. március 18-án az egykori Pannonlízing győri képviselőjének cége felveszi a Pannonlízing Kft. nevet. A társaság székhelye Almásfüzitő.